# 汉口之春
《汉口之春》是汉口本地女作家姜燕鸣的一部长篇小说，2013年1月长江文艺出版社出版，共27万字。该书叙述了中华人民共和国成立前至改革开放以后60多年间汉口市民生活的图景，虚构了满春街云娘、芳芝、宝春、菁儿四代普通女性的生活与婚恋经历，以细节化、生活化的描写，创作出一众个性不同的人物群像。作者宣称，她写书是为了丰富“汉口女人的形象”，这种形象“不光泼辣直率，也是温柔优雅的”。
这部作品是由中国作家协会重点扶持，一经出版即召开研讨会讨论。书中展现的武汉本土风情和丰富的叙事受到肯定，但也有专家指出男性人物性格平面化、两女主角性格对比不鲜明的问题。